# مریدیان، شهرستان کرن، کالیفرنیا
مریدیان (به انگلیسی: Meridian) یک منطقهٔ مسکونی در ایالات متحده آمریکا است که در شهرستان کرن، کالیفرنیا واقع شده‌است. مریدیان ۱۳۲ متر بالاتر از سطح دریا واقع شده‌است.